# Punomys lemminus
Punomys lemminus és una espècie de mamífer rosegador de la família dels cricètids. És endèmic del sud del Perú, on viu a altituds d'entre 4.400 i 4.900 msnm. Es tracta d'un animal diürn. El seu hàbitat natural és les zones humides de Puna sense arbres. Podria estar amenaçat pel drenatge del seu medi.
El seu nom específic, lemminus, significa ‘semblant a un lèmming’ en llatí.